# 청송버스
청송버스(靑松―)는 경상북도 청송군의 농어촌버스 회사이며, 본사는 경상북도 청송군 청송읍 중앙로 184 (월막리)에 있다.

## 연혁
- 1985년 8월 12일 : 회사 설립

## 주요 차량
- 자일대우버스: 자일대우 레스타, NEW BS090
- 현대상용차: 현대 일렉시티 타운